# Überleben!
Überleben! ist ein US-amerikanischer Katastrophenfilm aus dem Jahr 1993. Die Literaturverfilmung basiert auf dem Buch Alive: The Story of the Andes Survivors von Piers Paul Read und schildert den Überlebenskampf der Passagiere nach dem Absturz des Fuerza-Aérea-Uruguaya-Fluges 571.

## Handlung
Eine Rugby-Union-Mannschaft aus Uruguay stürzt auf dem Weg zu einem Spiel in Chile wegen eines Navigationsfehlers des Piloten in den Anden auf ca. 3.800 Metern Höhe ab. Von den 45 Menschen an Bord sterben zwölf während oder unmittelbar nach dem Absturz. Das Flugzeug, von dem nur noch der vordere Teil des Rumpfes übrig ist, wird zur Unterkunft für die Überlebenden, von denen in der ersten Nacht, welche sie mit arktischen Temperaturen konfrontiert, fünf weitere sterben. Am achten Tag hören die Überlebenden in einem kleinen Radio, dass die Suche eingestellt worden ist und sie offiziell für tot erklärt wurden. An diesem Tag stirbt ein weiterer Passagier. Ohne Aussicht auf Rettung und ohne die Möglichkeit, die Verletzten hinreichend zu versorgen, mangelnde Kleidung gegen die tiefen Temperaturen und kaum Nahrung wird der Zustand der Überlebenden mit jedem Tag kritischer. Um nicht zu verhungern, entscheiden sie, die Überreste der Toten zu essen. Die Situation verschärft sich zusätzlich, als eine Lawine den Flugzeugrumpf unter sich begräbt, wobei weitere acht Passagiere getötet werden.
Nach 62 Tagen beschließen die verbliebenen 16 Überlebenden, drei von ihnen auf eine Expedition zu schicken, die Hilfe holen soll. Fernando Parrado, Roberto Canessa und Antonio Vinzintin marschieren nach Westen, da sie sich am westlichen Rand der Anden und somit in der Nähe Chiles vermuten. Westlich ihrer Position versperrt jedoch ein hoher Berg den Weg, den sie zu überwinden versuchen. Dabei stürzt Canessa fast in den Tod, kann jedoch von den beiden anderen gerettet werden. Am Gipfel angekommen, sehen sie wieder nur ein weites Panorama mit hohen, verschneiten Berggipfeln. Canessa resigniert, Parrado entdeckt jedoch in der Ferne zwei Gipfel, die schneefrei sind, und kann Canessa überreden, weiter zu marschieren. Vinzintin wird zum Wrack zurückgeschickt, damit Parrado und Canessa über mehr Fleischvorräte verfügen können. Wenig später unterschreiten die beiden die Schneegrenze und gelangen in die Zivilisation. Am Ende werden die am Berg verbliebenen 14 Überlebenden per Hubschrauber gerettet.

## Hintergrund
Der Film beruht auf einer wahren Begebenheit aus dem Jahre 1972 und basiert auf dem Tatsachenroman von Piers Paul Read, der das Buch in Zusammenarbeit mit den Überlebenden schrieb. Marshalls Film konzentriert sich jedoch auf die Ereignisse in den Anden, während der Roman das Schicksal der Gestrandeten in einem weitaus umfassenderen Ausmaß beschreibt und auch Einblick in das Leben der Überlebenden nach der Rettung bietet. So wird der zehntägige und strapazenreiche Marsch von Fernando Parrado und Roberto Canessa zur Rettung in die Zivilisation stark reduziert dargestellt, ebenso die Rettung durch Hubschrauber, welche in Wirklichkeit sehr viel schwieriger war als im Film gezeigt.

## Kritik
„Obgleich die drastische Ausmalung der Situation (Absturzkatastrophe, Kannibalismus) allmählich hinter das erkennbare Bemühen um respektvolle Vertiefung zurücktritt, scheitert der Film an der zu geringen Individualisierung der Opfer und der unzureichenden Inspirationskraft der Inszenierung.“

Die Deutsche Film- und Medienbewertung FBW verlieh dem Film das Prädikat besonders wertvoll. In der Jurybegründung heißt es u. a.:

„Als ‚Wunder der Anden‘ wurde bezeichnet, was sich im Jahre 1972 nach einem Flugzeugabsturz in den chilenischen Bergen ereignete: dass 16 von 45 Insassen 72 Tage lang überleben könnten. Mit Entsetzen erfuhr die Welt später, dass sie nur überlebten, weil sie sich vom Fleisch der verstorbenen ernährt hatten.
Eine Katastrophe ersten Ranges also, die mit ihren Begleiterscheinungen großes Kino liefern musste, eingebettet in die Gefahr, auf spekulative Weise vermarktet zu werden.
Aber Regisseur Frank Marshall ist dieser Gefahr entgangen. Die Kannibalismus-Story ordnet er dezent ein in die psychologisch durchdachte Schilderung vom Leidensweg einer Gruppe Menschen, die, zu einer Schicksalsgemeinschaft zusammengeschweißt, ohne falsche Verklärung individuell vorgestellt werden. Wohltuend ausgespart bleiben Versuche, einzelne Figuren als Helden aufzubauen oder umgekehrt als Versager zu denunzieren. In dieser Mannschaft hat jeder seine Stärken und seine Schwächen, eine unglaubliche Situation wird glaubwürdig geschildert. […]“

## Unterschiede im Film
- Beim Überqueren des westlichen Gipfels stürzt Canessa fast in den Tod, was in der Realität nicht passierte.
- Bei der Rettung sitzt neben Parrado auch Canessa im Hubschrauber, dieser blieb jedoch auf Grund seiner Schwäche in Los Maitenes zurück.

## Hintergrundinformationen
- Ethan Hawke und seine Kollegen mussten im Laufe des Drehs stark abnehmen, um die Ausgehungerten realistisch darstellen zu können.
- Der Film beginnt und endet mit einem Prolog und Epilog mit John Malkovich, der einen der Überlebenden darstellt und sich an die Ereignisse erinnert.
- Das Ave Maria von Franz Schubert am Ende des Filmes wird gesungen von Aaron Neville.
- Kathleen Kennedy und Frank Marshall waren jahrelang die Hausproduzenten von Steven Spielberg. Überleben! ist eine der wenigen eigenen Regiearbeiten, die Marshall überhaupt gemacht hat. Weitere Arbeiten von ihm sind Arachnophobia (1990) und Congo (1995).
- Fernando Parrado, der prominenteste Überlebende, ist zu Beginn des Filmes als Trainer der Mannschaft auf dem Foto zu sehen, das eingeblendet wird. Er fungierte zudem als Berater während der Dreharbeiten.